# Деніс Ракелс
Деніс Ракелс (латис. Deniss Rakeļs, нар. 20 серпня 1992, Єкабпілс) — латвійський футболіст, нападник клубу «Рига».
Виступав, зокрема, за клуб «Краковія», а також національну збірну Латвії.

## Клубна кар'єра
Народився 20 серпня 1992 року в місті Єкабпілс.
У дорослому футболі дебютував 2007 року виступами за команду клубу «Металургс-2» (Лієпая), в якій провів два сезони.
Згодом з 2009 по 2014 рік грав в основній команді «Металургс» (Лієпая), а також за клуби «Заглемб'є» (Любін) та ГКС (Катовіце).
Своєю грою привернув увагу представників тренерського штабу клубу «Краковія», до складу якого приєднався 2014 року. Відіграв за команду з Кракова наступні два сезони своєї ігрової кар'єри. Більшість часу, проведеного у складі «Краковії», був основним гравцем атакувальної ланки команди. У складі «Краковії» був одним з головних бомбардирів команди, маючи середню результативність на рівні 0,43 голу за гру першості.
Протягом 2016—2018 років захищав кольори клубів «Редінг», «Лех» та «Краковія».
До складу клубу «Рига» приєднався 2018 року. Станом на 19 листопада 2018 року відіграв за ризький клуб 12 матчів в національному чемпіонаті.

## Виступи за збірні
У 2007 році дебютував у складі юнацької збірної Латвії, взяв участь в 11 іграх на юнацькому рівні, відзначившись 4 забитими голами.
Протягом 2011–2013 років залучався до складу молодіжної збірної Латвії. На молодіжному рівні зіграв у 13 офіційних матчах, забив 6 голів.
У 2010 році дебютував в офіційних матчах у складі національної збірної Латвії.
| Дата       | Місто               | Господарі         | Результат | Гості      | Турнір                               | Голи | Примітки |
| ---------- | ------------------- | ----------------- | --------- | ---------- | ------------------------------------ | ---- | -------- |
| 18-6-2010  | Каунас              | Литва             | 0 – 0     | Латвія     | Кубок Балтії                         | -    | 75'      |
| 19-6-2010  | Каунас              | Естонія           | 0 – 0     | Латвія     | Кубок Балтії                         | -    | 56'      |
| 14-8-2013  | Таллінн             | Естонія           | 1 – 1     | Латвія     | товариський матч                     | -    | 59'      |
| 10-9-2013  | Афіни               | Греція            | 1 – 0     | Латвія     | Відбір до ЧС 2014                    | -    | 79'      |
| 11-10-2013 | Вільнюс             | Литва             | 2 – 0     | Латвія     | Відбір до ЧС 2014                    | -    | 66'      |
| 13-10-2014 | Рига                | Латвія            | 1 – 1     | Туреччина  | Відбір до ЧЄ 2016                    | -    | 80'      |
| 28-3-2015  | Прага               | Чехія             | 1 – 1     | Латвія     | Відбір до ЧЄ 2016                    | -    |          |
| 31-3-2015  | Львів               | Україна           | 1 – 1     | Латвія     | товариський матч                     | -    |          |
| 12-6-2015  | Рига                | Латвія            | 0 – 2     | Нідерланди | Відбір до ЧЄ 2016                    | -    | 80'      |
| 3-9-2015   | Конья               | Туреччина         | 1 – 1     | Латвія     | Відбір до ЧЄ 2016                    | -    |          |
| 6-9-2015   | Рига                | Латвія            | 1 – 2     | Чехія      | Відбір до ЧЄ 2016                    | -    |          |
| 10-10-2015 | Рейк'явік           | Ісландія          | 2 – 2     | Латвія     | Відбір до ЧЄ 2016                    | -    |          |
| 13-10-2015 | Рига                | Латвія            | 0 – 1     | Казахстан  | Відбір до ЧЄ 2016                    | -    |          |
| 13-11-2015 | Белфаст             | Північна Ірландія | 1 – 0     | Латвія     | товариський матч                     | -    | 85'      |
| 25-3-2017  | Женева              | Швейцарія         | 1 – 0     | Латвія     | Відбір до ЧС 2018                    | -    | 69'      |
| 28-3-2017  | Тбілісі             | Грузія            | 5 – 0     | Латвія     | товариський матч                     | -    | 46'      |
| 9-6-2017   | Рига                | Латвія            | 0 – 3     | Португалія | Відбір до ЧС 2018                    | -    | 69'      |
| 31-8-2017  | Женева              | Угорщина          | 3 – 1     | Латвія     | Відбір до ЧС 2018                    | -    | 72'      |
| 3-9-2017   | Рига                | Латвія            | 0 – 3     | Швейцарія  | Відбір до ЧС 2018                    | -    | 68'      |
| 13-11-2017 | Косовська Митровиця | Косово            | 4 – 3     | Латвія     | товариський матч                     | -    | 82'      |
| 6-9-2018   | Рига                | Латвія            | 0 – 0     | Андорра    | Ліга націй УЄФА 2018-2019 - 1-й етап | -    |          |
| 9-9-2018   | Тбілісі             | Грузія            | 1 – 0     | Латвія     | Ліга націй УЄФА 2018-2019 - 1-й етап | -    | 80'      |
| 13-10-2018 | Рига                | Латвія            | 1 – 1     | Казахстан  | Ліга націй УЄФА 2018-2019 - 1-й етап | -    |          |
| 16-10-2018 | Рига                | Латвія            | 0 – 3     | Грузія     | Ліга націй УЄФА 2018-2019 - 1-й етап | -    |          |
| 15-11-2018 | Астана              | Казахстан         | 1 – 1     | Латвія     | Ліга націй УЄФА 2018-2019 - 1-й етап | 1    |          |
| 19-11-2018 | Андорра-ла-Велья    | Андорра           | 0 – 0     | Латвія     | Ліга націй УЄФА 2018-2019 - 1-й етап | -    |          |
| Усього     |                     | Матчів            | 26        |            | Голів                                | 1    |          |

## Титули і досягнення
- Кращий бомбардир Чемпіонату Латвії: 2010 (18 м'ячів)
- Чемпіон Латвії (2):

«Рига»: 2019
«РФШ»: 2021
- Володар Кубка Латвії (1):

«РФШ»: 2021